# Операција Зоненштих
Операција Зоненштих (  - Операција Сунчаница) (позната у југословенској историографији и као Снијежничко-трусинска операција) једна је од низа операција које је током лета 1944. предузела Друга оклопна армија у циљу спречавања концентрације снага НОВЈ за продор у Србију. Операција је имала за циљ да разбије снаге и положаје 29. херцеговачке дивизије НОВЈ у источној Херцеговини, чиме би се омогућило активно ангажовање јачих делова 369. легионарске дивизије у предстојећој кључној операцији Рибецал.
Операција је према замисли штаба 5. СС корпуса требало да буде изведена у четири фазе, и да траје од 13. до 24. јула 1944. Развој ситуације на терену међутим није се одвијао према овим плановима. Осовинске снаге претрпеле су неуспехе на свим правцима, па је операција окончана 31. јула повлачењем свих осовинских снага у полазне гарнизоне.
Тиме је практично онемогућено јаче ангажовање 369. легионарске дивизије у августовској фази битке за Србију.

## Општи оквир
Операција Зоненштих представљала је припремну операцију у општем плану Команде Југоистока да концентричним ударом разбије концентрацију НОВЈ у Санџаку и Црној Гори и спречи њихов прелазак у Србију. 29. херцеговачка дивизија НОВЈ представљала је сметњу овом плану (Операција Рибецал), јер су се њени делови налазили у близини зоне предвиђених операција, на боку и у непосредној позадинилинија планираног наступања. Стога је Команда Југоистока одлучила да једном претходном операцијом уклони ову препреку.
Према плану, разбије 29. дивизију, а њене остатке набаци на масив планине Дурмитор. Операцијом је командовао штаб 5. СС корпуса, а наступање из свих упоришта требало је да почне 13. јула 1944.

## Операцијска замисао
Према сачуваној немачкој заповести, операцију је требало извршити у следеће четири етапе:
- прва етапа (13 - 14): потискивање 29. дивизије до линије Столац - село Берковићи - Студенац - Некудина - Вјетрено;
- друга етапа (15 - 17): уништење „Црвене републике“ (тако је називан простор Горње Храсно - Бјелојевићи - Бурмази, базична територију Јужнохерцеговачког НОП одреда) и главнине Јужнохерцеговачког НОП одреда на међупростору Столац - Метковић - село Хутово - Љубиње;
- трећа етапа (18 - 19): концентричним ударом из Билеће, Гацка и Невесиња расећи снаге 29. дивизије и уништити захваћене снаге у рејону Плана - село Мека Груда - Фатничко поље;
- четврта етапа (20 - 24): протеривање остатака 29. дивизије у Црну Гору и поновно прочешљавање читавог простора.[4]

### План снага НОВЈ
Снаге 29. дивизије НОВЈ у првој фази прихватиле су наметнуте борбе на правцима надирања осовинских снага. Њихов распоред и концентрација били су диктирани развојем ситуације на терену.
Олакшавајућа околност за Штаб 29. дивизије представљао је увид у немачке планове. Наиме, већ другог дана напада, 14. јула, пронађена је код убијеног команданта 369. допунског батаљона дивизијска заповест за целу операцију „Зоненштих“.
На основу ове заповести и испољених дејстава, као и свог задатка, штаб 29. дивизије је донео свој план, изражен у заповести од 16. јула. Ова заповест допуњена је новом од 18. јула
План се састојао у следећем: по једном бригадом требало је чврсто везати непријатељеве гарнизоне на боковима (Билећа и Гацко) и тиме спречити пресецање својих снага и одсецање од главнине 2. корпуса. Другим двема бригадама требало је зауставити главне нападне колоне од Невесиња и Благаја. То је требало извести активном одбраном, вршећи ударе у бокове и позадину Од ових бригада штаб Дивизије тражио је да се, погодним маневрима, одрже на планинама Трусини и Снијежници. Јужнохерцеговачки НОП одред добио је задатак да „партизанским начином дејства“ туче непријатељеве колоне и да се одржи на својој територији. У својој резерви штаб Дивизије је оставио један батаљон из 12. бригаде.
Овај распоред није захтевао значајне почетне маневре, јер је положај јединица углавном одговарао заповести.

## Ангажоване снаге

### Осовинске снаге
Све осовинске снаге у источној и средњој Херцеговини, те јужној Далмацији, биле су обједињене под командом команданта 369. легионарске дивизије генерала Фрица Најдхолда.
За непосредно извршење операције ангажоване су ове јединице на следећим полазним положајима:
- Гатачку борбену групу сачињавали су: 2. батаљон 370. гренадирског пука, 8. батерија 369. артиљеријског пука, Гатачка четничка бригада (шест батаљона и један јуришни), и 3. (милицијски) батаљон 9. домобранског посадног здруга. Ове снаге налазиле су се у рејону: Автовац - село Степен - Кула Фазлагић - село Фојница - Гацко. Ова борбена група бројала је око 1.800 војника
- Невесињску борбену групу сачињавали су: 369. допунски батаљон, Ударна чета „Динов“, 1. вод 7. батерије 369. артиљеријског пука и Мостарска четничка бригада (120 четника) у рејону село Рабина - Вилењак (кота 1213) - Невесиње и Невесињска четничка бригада у селу Оџаку (5. и 6. батаљон) и Улогу (3. батаљон, те око 500 невесињских милиционара из 2. батаљона 9. посадног здруга. Ова борбена група бројала је око 1.500 војника. Она је чинила главну нападну колону, па је и било предвиђено њено појачавање из дубине.

У другој половини јула покренута је операција Зоненштих. Са севера, из Невесиња, наступао је 18.7. III/370 (трећи батаљон 370. пука) (капетан Болман, ађутант поручниг Заузенг, виши лекар др. Паулинг), и две четничке бригаде са осталним трупним деловима, као борбена група Дел
- 369. извиђачки батаљон у Благају - око 400 војника;
- Алармна јединица 369. артиљеријског пука у село Буни - 200 војника;
- 3. батаљон 370. гренадирског пука (без једне чете) и 1. вод 6. батерије 369. артиљеријског пука у селу Аладинићима - око 400 војника;
- 369. противтенковски дивизион и главнина Столачке четничке бригаде у рејону Стоца - око 300 војника;
- 3. батаљон 4. пука „Бранденбург“ у селу Драчеву - око 500 војника;
- Потерни одреди 369. гренадирског пука из рејона Слано - Трстено - око 300 војника;
- Требињску борбену групу од око 1.600 војника чинили су ојачани 1. батаљон 369. гренадирског пука и Требињска четничка бригада у рејону Требиња;
- Билећку борбену групу од око 1.200 војника чиниле су Билећка четничка бригада са деловима Љубињске и Столачке четничке бригаде у Билећи;

Укупно: 7 немачких батаљона, једна специјална чета и најмање две алармне, те 3 - 4 батерије топова и са другим ојачањима, око 3.800 војника, 6 четничких бригада, око 3.200 војника, и 500 милиционара, свега око 8.000. Тај број се у току операције повећао са нових око 2.000 - 2.500 војника извучених из посада својих гарнизона, Од тога је 1.500 издвојено за борбу против Приморске оперативне групе). Ове снаге су биле распоређене у гарнизонима: Гацко, Кифино Село, Невесиње, Бишина, Благај, Буна, Аладинићи, Столац, Драчево. Д. Храсно, Слано, Требиње и Билећа. То им је давало повољан почетни распоред, јер су око територије коју су држале јединице НОВЈ сачињавали готово затворен круг са осигураним главним комуникацијама.
Ове осовинске ангажоване снаге, у односу на укупне снаге 29. дивизије имале су троструку бројчану предност у односу на снаге НОВЈ, док је однос снага на тежишту (невесињски правац) достизао и 4:1. Ватреном надмоћ била је још изразитија, услед боље опремљености артиљеријом и минобацачима.

### Снаге НОВЈ
13. јула јединице 29. дивизије биле су у следећем распореду: 
- 11. херцеговачка бригада - на положају Гат (к. 1112) - Милатовица (к. 1104) - Кобиља глава (тт. 1115); Она је затварала правце Гацко - Голија и Гацко - Билећа;
- 3. и 4. батаљон 10. бригаде - на Трусини, Глогу и Некудини; затвара правце од Невесиња према Дивину и Дабру;
- 13. бригада - на Снијежници, Хргуду и у Дубравама; затвара својом главнином правац од Мостара и Благаја;
- Јужнохерцеговачки партизански одред је на широком простору затварао правце од Стоца према Љубињу и Храсну, од Метковића и Доњег Храсна према селу Бјелојевићима, са железничке пруге Хутово - Хум према селима на сјеверној страни Попова поља и, од Требиња и Љубомира према Брдима;
- Ситнички партизански батаљон на планини Ситници само је осматрао правце који од Љубомира и Билеће изводе преко Ситнице;
- 10. бригада (без 3. и 4. батаљона), на положају село Трновица - село Околишта - село Вучји До, везујући се за 2. далматинску бригаду Приморске оперативне групе у село Пилатовцима, затварала је правце који од Билеће изводе према Планој и Бањанима;
- 12. бригада (без 3. батаљона) била је на маршу од Билеће према Невесињу. Нјен 3. батаљон привремено је задржан код 10. бригаде а касније је образовао дивизијску резерву;
- Штаб Дивизије, са приштапским деловима, налазио се у планини Сомини. Две самосталне парти занске чете затварале су правац који од Гацка изводи у Голију и Пиву. Касније су на овом подручју ангажована још два батаљона Никшићког подручја Корпусне војне области:
- Приморска оперативна група (састава 2. далматинска и 6. црногорска бригада, те група бокељских батаљона.) - затварала је правце који од Билеће, Требиња и Грахова изводе преко Вилуса ка Никшићу.

Јужнодалматинска група одреда из састава 8. корпуса НОВЈ у јужној Далмацији и 17. (Рамска) бригада 10. дивизије 5. корпуса око Прозора и Коњица; без непосредне везе, нису могле испољити никакав директан утицај. Такође ни главнина 2. ударног корпуса, која је била везана на другој страни борбама у долини Лима, није имала утицај на ток операције.
Савезници су, у неколико махова, са по 4 - 8 ловаца-бомбардера бомбардовали неке осовинске гарнизоне и саобраћај између њих, али то је имало сасвим мали, углавном морални ефекат. Од ових напада погинуло је 6, а рањено 36 војника, али и готово исто толико и цивила - 5 мртвих и 34 рањена.

## Ток операције
Стварни ток операције се може поделити у три етапе. Ни једна од њих, ни по времену, ни по дејствима, не одговара у потпуности планираним. Прву од њих представља покушај осовинских снага да овладају Трусином, Снијежницом и Хргудом. Ова фаза трајала је 7 дана. Покушај нападача да у другој етапи, од 21. јула до 26. јула, пресече борбени поредак 29. дивизије, наметнуо је овој фронталну одбрану главних праваца, који, од Невесиња, Билеће и Гацка, воде према центру слободне територије. Трећа, одлучујућа етапа, састоји се из обилазног маневра оперативне групе бригада, изведеног од 27. јула до 29. јула, који је непријатеља натерао да се до 31. јула потпуно повуче у полазне гарнизоне.

### Губици обеју страна
У току операције, од 13. јула до 29. јула, према подацима штаба 29. дивизије, који су, како пише у извештају, „тачни“ и „накнадно провјерени“ губици непријатеља су били: 511 мртвих (од тога 433 из 369. легионарске дивизије, а из Невесињског и Требињског четничког корпуса - без Требињске и Коњичке бригаде - 78 четника). Осим погинулих, било је, према истом извештају, и 38 заробљених и преко 800 рањених. Седам заробљених војника немачке народности замењено је за једног официра британске војне мисије, док су остали, углавном Југословени, Пољаци и Чеси, „добровољно ступили у јединице 29. дивизије". Заплењено је: 3 брдска топа 75 mm, 4 минобацача 81 mm, 3 минобацача 46 и 60 mm, 20 пушкомитраљеза, 17 аутомата, 120 пушака,74 8 радио-станица, преко 50.000 метака, 320 мина 81 mm, 140 мина 60 mm и 120 граната 75 mm, једна кино-камера, 1 пушкарска радионица, 300 kg санитетског материјала и 7 тона ратне војне опреме.
Према истим подацима, наши губици су износили: 37 погинулих и 104 рањена (од којих 18 теже), а нестало је, такође, око 100 бораца. Овде нису евидентирани губици територијалних јединица, јер нису били доступни у време писања извештаја. Према писцима монографије о 29. дивизији, „број погинулих у операцији могао бити и већи од 50". а из докумената није у потпуности видљива ни судбина „несталих“. Нема ни података о заробљавању бораца Дивизије. Зна се да је дио тешких рањеника подлегао повредама, да су и територијалне јединице имале осјетне губитке, али и да се већина „несталих“ ускоро вратила у јединице. То све указује да је број погинулих у операцији могао бити и већи од 50,
Извештај о губицима противника у великој мери представља процену. Овакви извештаји су у правилу претерани.